# つながリーヨ
「つながリーヨ」は、2009年11月4日に発売されたT-Pistonz+KMC名義の2枚目のシングル。
品番は初回限定盤（DVD付）がPKCF-1014、通常盤がPKCF-1016。なお、通常盤の初回生産分にはイナズマイレブンTCGプレミアムカード豪炎寺修也および吹雪士郎が封入されている。

## 収録曲

### CD
全曲 作詞・作曲：山崎徹&山崎弘 / ラップ詩：KMC / 編曲：鈴木俊介
1. つながリーヨ
  - ニンテンドーDSゲームソフト『イナズマイレブン2 脅威の侵略者 ブリザード』オープニングテーマ
  - テレビ東京系列アニメ『イナズマイレブン』オープニングテーマ（第55話 - 第67話）
2. スゲーッマジで感謝!〜スーパーファイア〜
  - ニンテンドーDSゲームソフト『イナズマイレブン2 脅威の侵略者 ファイア』オープニングテーマ
3. つながリーヨ(オリジナル・カラオケ)
4. スゲーッマジで感謝!〜スーパーファイア〜(オリジナル・カラオケ)

### DVD（初回限定盤）
1. つながリーヨ（ミュージックビデオ）
2. つながリーヨ（カラオケVer.）

## 発売記念イベント
シングル発売を記念し、各地で発売記念イベントが行われた。
| 公演日         | 都道府県 | 会場                   | 形態               | 備考  |
| -------------- | -------- | ---------------------- | ------------------ | ----- |
| 2009年11月3日  | 栃木県   | 宇都宮Bell Mall        | ミニライブ・握手会 | [ 1 ] |
| 2009年11月4日  | 神奈川県 | 海老名ビナウォーク     | ミニライブ・握手会 | [ 2 ] |
| 2009年11月5日  | 東京都   | サンストリート亀戸     | ミニライブ・握手会 | [ 3 ] |
| 2009年11月6日  | 埼玉県   | 大宮ステラタウン       | ミニライブ・握手会 | [ 4 ] |
| 2009年11月7日  | 神奈川県 | OSC湘南シティ          | ミニライブ・握手会 | [ 1 ] |
| 2009年11月8日  | 埼玉県   | アリオ川口             | ミニライブ・握手会 | [ 1 ] |
| 2009年11月14日 | 神奈川県 | トレッサ横浜           | ミニライブ・握手会 | [ 5 ] |
| 2009年11月15日 | 千葉県   | ユアエルム成田店       | ミニライブ・握手会 | [ 5 ] |
| 2009年11月21日 | 埼玉県   | 大宮カタクラパーク     | ミニライブ・握手会 | [ 5 ] |
| 2009年11月22日 | 東京都   | アリオ亀有             | ミニライブ・握手会 | [ 5 ] |
| 2009年11月28日 | 東京都   | イトーヨーカドー葛西店 | ミニライブ・握手会 | [ 6 ] |
| 2009年11月29日 | 埼玉県   | イオンモール羽生       | ミニライブ・握手会 | [ 6 ] |
| 2009年12月5日  | 埼玉県   | モラージュ菖蒲         | ミニライブ・握手会 | [ 6 ] |